# Point Coupee
La localité de Point Coupee (en français Pointe Coupée) est situé juste au Nord de la ville de New Roads, le siège de la paroisse de la Pointe Coupée dans l'État de la Louisiane, aux États-Unis.

## Histoire

### La colonisation
Pointe Coupée date de la fondation du Poste de Pointe-Coupée, fondé par les Français en 1720 lors de la période de la Louisiane française. Ce poste de traite et sa chapelle consacrée à Saint-François permirent d'établir une colonisation le long du Chemin neuf avant d'être anglicisé en New Roads après la vente de la Louisiane par Napoléon Ier.
Le poste permit l'installation de colons français et créoles venant des îles de Saint-Domingue et d'Haïti ou encore de Fort de Chartres situé dans le Pays des Illinois le long du fleuve Mississippi en Nouvelle-France. Avec le développement des grandes plantations, les Franco-Louisianais font venir des esclaves des Antilles.
La localité est située dans la région de l'Acadiane en pays cadien. Elle participe chaque année à l'un des deux plus anciens Mardi gras de la Louisiane et son traditionnel Courir de Mardi Gras dans la cité voisine de New Roads.

### Le poste de Pointe-Coupée
Le poste de Pointe-Coupée fut commandé de 1729 à 1762 par :
- 1729 : Chevalier Henri du Loubois ;
- 1734-1738 : Claude Joseph de Favrot ;
- 1738-1742 : Jean Louis Ricard de la Houssaye ;
- 1742-1744 : Claude Joseph de Favrot ;
- 1744-1753 : Jean-Joseph Delfau de Pontalba ;
- 1753 : Chevalier Morliere ;
- 1753-1756 : Francois Artaud ;
- 1756-1759 : Pierre Benoist, Sieur Payen de Noyan de Chavoy ;
- 1759-1762 : Jean Louis Ricard de la Houssaye.